# Leonard James Rogers

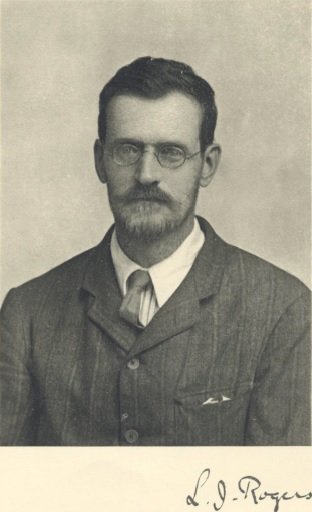
Leonard James Rogers

Leonard James Rogers, genannt James, (* 30. März 1862 in Oxford; † 12. September 1933 ebenda) war ein britischer Mathematiker.

## Biografie
Sein Vater Thorold Rogers war Professor für Politische Ökonomie in Oxford. Da er in seiner Jugend ernsthaft erkrankte, wurde er privat unterrichtet, unter anderem vom Mathematik-Tutor der Universität J. Griffith. Ab 1880 studierte er am Balliol College in Oxford, wo er sich nicht nur in Mathematik hervortat, sondern auch in klassischen Sprachen und Musik (Bachelor-Abschluss in Musik 1884). Rogers war 1888 bis 1919 Professor am Yorkshire College (der späteren University of Leeds) bis ihn eine Erkrankung zur Aufgabe der Stellung zwang (er lag monatelang gelähmt im Krankenhaus). Danach lebte er in Oxford, wo er unterrichtete und als Musiker auftrat.
Rogers fand zu Lebzeiten trotz seiner Leistungen wenig Anerkennung und ist vor allem für die Entdeckung der Rogers-Ramanujan-Identitäten bekannt. Er entdeckte und bewies sie 1894, was aber weitgehend unbeachtet blieb, bis sie durch S. Ramanujan 1913 wiederentdeckt wurden. Ramanujan hatte selbst keinen Beweis, keiner der Mathematiker, den er fragte, kannte einen, sie waren aber ohne Beweis in MacMahons Combinatorial identities veröffentlicht und Ramanujan fand 1917 bei Durchsicht alter Bände der Proceedings of the London Mathematical Society, schließlich den Beweis von Rogers. 1917 fand Issai Schur unabhängig ebenfalls die Identitäten und veröffentlichte zwei Beweise. Sie fanden Anwendungen in der mathematischen Physik, so 1981 von Rodney Baxter im hard hexagon model der statistischen Mechanik.
Die von ihm in Zusammenhang mit der Arbeit über die Rogers-Ramanujan-Identitäten eingeführten Rogers-Polynome und Rogers-Szegö-Polynome sind nach ihm benannt sowie Rogers-Ramanujan-Kettenbrüche und Rogers-Transformationen. Er fand auch 1888 vor Otto Hölder (1889) die Hölder-Ungleichung. Hölder selbst verwies in seiner Veröffentlichung auf die vorherige Veröffentlichung von Rogers.
Nach ihm benannt wurde der Rogers-Dilogarithmus (auch als Rogers L-Funktion bezeichnet), den er 1907 einführte.
Rogers war vielfältig interessiert, unter anderem an Sprachen (Linguistik) und insbesondere Musik (er spielte Klavier), aber auch am Anlegen von Felsgärten und Schlittschuhlaufen.
1924 wurde er Fellow der Royal Society.